# Lysandra arcuatoelongata
Lysandra arcuatoelongata är en fjärilsart som beskrevs av Henri Saussure 1915. Lysandra arcuatoelongata ingår i släktet Lysandra och familjen juvelvingar. Inga underarter finns listade i Catalogue of Life.